# Megateloides bostrichoides
Megateloides bostrichoides är en skalbaggsart som beskrevs av Edgar von Harold 1860. Megateloides bostrichoides ingår i släktet Megateloides och familjen Aphodiidae. Inga underarter finns listade i Catalogue of Life.